# Torre metallica di Fourvière
La torre metallica di Fourvière (in francese: Tour métallique de Fourvière) è un monumento situato a Lione, in Francia, realizzato tra il 1892 e il 1894. Fu inizialmente realizzata come torre di osservazione, per poi essere riadattata a torre di trasmissione televisiva.

## Storia
Il 13 aprile 1892, per atto del notaio M. Guillon, fu fondata la "Société anonyme de la tour meallique de Fourvière", società per azioni poi costituita definitivamente nell'ottobre dello stesso anno che aveva come obiettivo la costruzione di una torre metallica ed il suo utilizzo come ascensore pubblico.
Dopo la sua conclusione fu aperta al pubblico il 3 maggio 1894. Veniva pubblicizzata per la vista panoramica dalla sua sommità, raggiungibile da un ascensore a 22 posti dopo il pagamento di un franco. Nel 1943, l'esercito tedesco pianifico il riutilizzo dell'acciaio utilizzato nella sua costruzione, ma il piano non venne mai attuato. La torre venne poi acquistata dalla RTF ed utilizzata come torre di trasmissione radiofonica.

## Descrizione
La torre è alta 85,9 metri e pesa circa 210 tonnellate, poggia su una base quadrata di 18,8 metri di lato e alta 10 metri. Era, e rimane tuttora, il punto più alto di Lione, a 376 metri s.l.m..
Lo forma della torre ricorda quella del terzo piano della Torre Eiffel, a cui ci si è ispirati per la sua costruzione, come era stato fatto per molte altre torri in tutto il mondo in quel periodo.